# Charokee Young
Pour les articles homonymes, voir Young.
Charokee Young, née le 21 août 2000, est une athlète jamaïcaine spécialiste du 400 mètres.

## Biographie
Le 16 avril 2022, à Gainesville, elle descend pour la première fois de sa carrière sous les 50 secondes sur 400 m en établissant le temps de 49 s 87. Lors des championnats du monde 2022, à Eugene, elle est éliminée en demi-finale du 400 m et remporte la médaille d'argent du relais 4 × 400 m en compagnie de Candice McLeod, Janieve Russell et Stephenie Ann McPherson.

## Palmarès
| Date | Compétition           | Lieu   | Résultat | Épreuve   | Temps         |
| ---- | --------------------- | ------ | -------- | --------- | ------------- |
| 2022 | Championnats du monde | Eugene | 2e       | 4 × 400 m | 3 min 20 s 74 |

## Records
| Épreuve | Temps   | Lieu        | Date          |
| ------- | ------- | ----------- | ------------- |
| 400 m   | 49 s 87 | Gainesville | 16 avril 2022 |